# Ферль (футбольний клуб)
«Ферль» (нім. SC Verl) — німецький футбольний клуб з міста Ферль, Вестфалія, заснований 6 вересня 1924 року. Кольори клубу — чорно-білі. Серед їхніх найбільших успіхів — перемога у Кубку Вестфалії у 1992, 1999 та 2007 роках, перемога в чемпіонаті Оберліги Вестфалія у 1991 та 2007 роках та вихід до 1/8 фіналу Кубка Німеччини. Протягом майже усієї стрічної історії клуб грав у аматорському футболі і лише у 2020 році вперше у свої історії вийшов до професіональної Третьої ліги.
Клуб проводить свої домашні ігри на стадіоні «Шпортклуб-Арена», що вміщує 5207 глядачів. Найвідомішим колишнім гравцем команди є Арне Фрідріх, який саме у «Ферлі» розпочинав свою кар'єру у сезоні 1999/00, а пізніше став гравцем збірної Німеччини.

## Історія

### Ранні роки (1924—1970)
Спортивний клуб «Ферль» було засновано 6 вересня 1924 року в гастгаусі Ігнаца Шредера. Спочатку клуб мав також легкоатлетичну секцію, яка була закрита у 1929 році. У 1928 році клуб був включений до Першої Крайскласси Білефельд-Віденбрюк, а у 1931 році клуб виграв свій перший титул, коли став переможцем Кубка Віденбрюка. Через рік клуб вийшов до Другої Беціркскласси і протягом сезону команда не втратила жодного очка. Після приходу до влади нацистів євреїв було виключено зі складу команди, а з початком Другої світової війни команда припинила виступи.
Після закінчення Другої світової війни команда знову розпочала виступи у Крайсклассі, а у 1947 році вийшла до Беціркскласси, але через рік вилетіли назад до нижчої ліги, посівши передостаннє місце в таблиці. У наступні роки клуб активно розвивав молодіжну команду і на високі результати не претендував.
У 1960 році перша команда знову вийшла до Беціркскласси, де змогла надовго закріпитись У 1967 році, коли «Ферль» ледве уникнув вильоту, місцевий підприємець Вольфганг Бекгофф взяв на себе керівництво, спочатку як голова правління, а з 1973 року і як головний спонсор команди. Завдяки цьому команді вже через три роки у 1970 році вдалося посісти перше місце у Бецірксклассі і вийти до Ландесліги, четвертого дивізіону ФРН.

### Виступи у четвертому дивізіоні (1970—1986)
Команда швидко закріпилася на регіональному рівні та постійно займала позиції у верхній половині таблиці. У сезоні 1972/73 «Ферль» посів третє місце, лише на два очки відстаючи від чемпіона, клубу «Герфорд». Через рік «Ферль» знову посів третє місце, але цього разу з явним відривом у 20 очок від «Бюндера». Протягом сезону голова клубу Карл-Теодор Фюссманн пішов у відставку після того, як стало відомо, що клуб не сплатив податок з продажу квитків. Згодом клуб був змушений сплатити додаткові 30 000 марок.
У 1978 році «Ферль» під керівництвом тренера Георга Штюрца посів друге місце у Ландеслізі і вийшов до Вербандсліги Вестфалія, яка стала новим четвертим дивізіоном країни.
У сезоні 1979/80 років «Ферль» вперше взяв участь у Кубку Німеччини. У першому раунді команда несподівано пройшла клуб Оберліги «Ольденбург» з рахунком 2:1, а потім здобула перемогу над «Ельверсбергом» з рахунком 3:1. У третьому раунді команда вибула, зазнавши розгромної домашньої поразки з рахунком 1:7 перед 3500 глядачами від клубу другого дивізіону «Штутгартер Кікерс», у якому майбутній гравець національної збірної Карл Алльгевер забив чотири голи.
У Вербандслізі Вестфалія «Ферль» завжди фінішував у верхній половині турнірної таблиці. У 1981 році команда посіла друге місце, відстаючи лише на два очки від «Айнтрахта» (Гессен). Рік потому «Ферль» фінішував восьмим, що стало їхнім найгіршим результатом у Вербандслізі.
У сезоні 1984/85 років Фріц Греше обійняв посаду тренера та привів свою команду до чергового другого місця. Цього разу «Ферль» відстав від чемпіонів, клубу «Реклінггаузен» на одне очко. Через рік «Ферль» виграв чемпіонат з перевагою в чотири очки над «Бюндером» та підвищився до Оберліги Вестфалія, третього дивізіону ФРН.

### Оберліга Вестфалія (1986—1994)

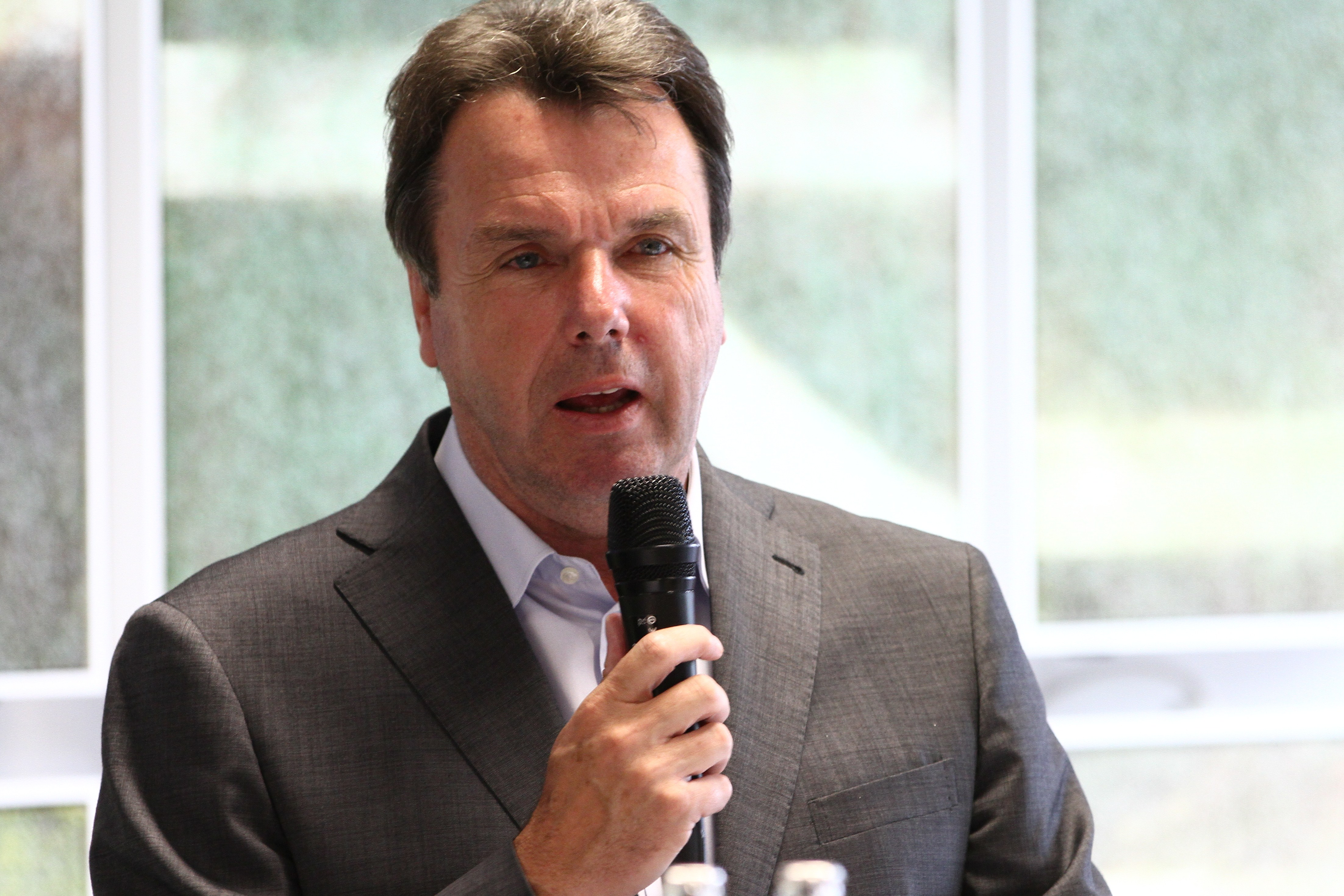
Геріберт Брухгаген, тренер з 1988 по 1989 рік.

Команда з Ферля змогла одразу закріпитися в Оберлізі. У сезоні 1986/87 вони досягли дев'ятого місця, однак у наступному сезоні 1987/88 команді довелося до кінця боротись, щоб залишитися в лізі. В останньому турі команда, яку тепер тренував Гюнтер Рибарчик, забезпечила собі виживання, перемігши «Рот-Вайс» (Люденшайд) з рахунком 4:1. «Ферль» мав кращу різницю м'ячів, ніж аматорська команда «Бохума», яка мала таку ж кількість очок, тож зберіг прописку в Оберлізі.
З 1988 року «Ферль» більше ніколи не стикався з загрозою вильоту з Оберліги. Після закінчення сезону 1989/90 років «Ферль» вперше став найкращою командою свого району Гютерсло, оскільки клуб «Гютерсло» вилетів до Вербандсліги, посівши передостаннє місце. Наступний сезон 1990/91 років приніс першу яскраву подію в історії клубу — чемпіонство в Оберлізі Вестфалія. «Ферль» завершив сезон на одне очко попереду «Шеппінгена» та на два очки попереду «Зельде». В останньому турі «Ферль» забезпечив собі титул завдяки голу Мартіна Менцеля на останній хвилині у ворота клубу «Ванне-Айкель». Незадовго до кінця сезону клуб покинув тренер Фріц Греше, оскільки він підписав контракт з «Армінією» (Білефельд) на наступний сезон. Його наступником у «Ферлі» став Гюнтер Луттроп.
Як чемпіони Оберліги Вестфалія, «Ферль» вийшов у плей-оф за право підвищення до Другої Бундесліги, де зустрівся з «Вольфсбургом», «Геттінгеном 05» (чемпіонами та віцечемпіонами Оберліги Північ), «Ремшайдом» (чемпіонами Оберліги Північний Рейн) та «Теніс Боруссією» (чемпіонами Оберліги Берлін). Оскільки їхній домашній стадіон не підходив для цього турніру, «Ферль» грав свої домашні матчі на «Гайдевальдштадіоні» в Гютерсло. «Ферль» розпочав з нічиєї проти «Геттінгена» та перемоги в Берліні. Після чого послідували дві поразки від «Вольфсбурга» та в Ремшайді. Після двох перемог у Геттінгені та проти «Теніса Боруссії» у клубу знову з'явилися надії на підвищення, але вони були розвіяні поразкою 2:3 у «Вольфсбурзі». В останньому турі «Ферль» зіграв унічию 3:3 проти «Ремшайда» та посів лише четверте місце, не вийшовши до Другої бундесліги.

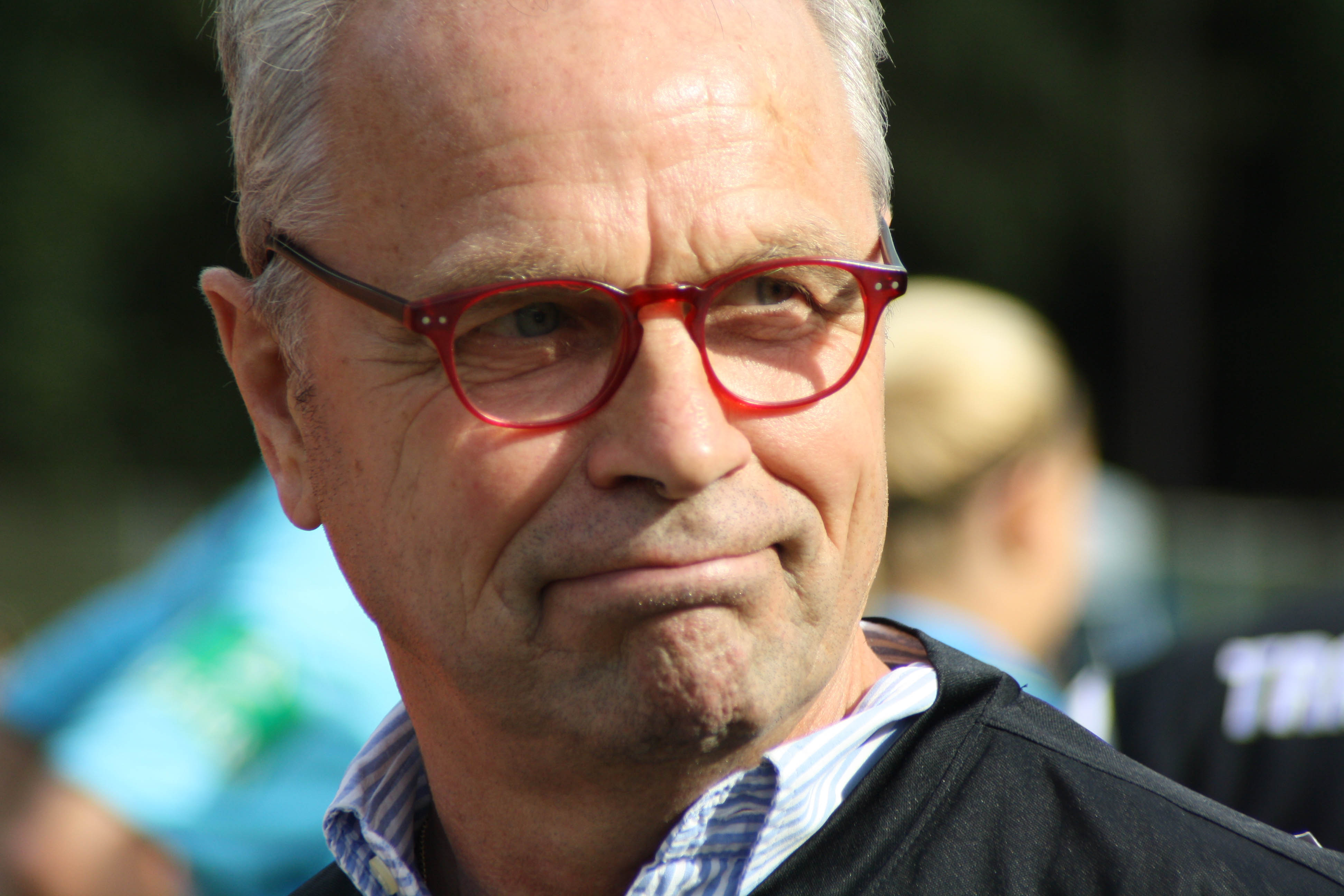
Бернард Діц, тренер з 1992 по 1994 рік.

У сезоні 1991/92 «Ферль» не зміг захистити свій титул, а також втратив друге місце через гіршу різницю м'ячів клубу «Зельде». Натомість, здобувши перемогу у фіналі над «Бекумом» з рахунком 2:1, «Ферль» вперше у 1992 році виграв Кубок Вестфалії та кваліфікувався до Кубка Німеччини 1992/93 років. Після пропуску першого раунду, «Ферль» у наступному раунді програв команді п'ятого дивізіону «Шпортфройнде» (Ріклінген) з рахунком 4:5 після додаткового часу. У сезоні Оберліги 1992/93 років команда, яку тренував колишній збірник Бернард Діц, була більш успішною, фінішувавши другою, відставши на п'ять очок від «Пройсен Мюнстера». Це дозволило команді вперше кваліфікуватись до чемпіонату Німеччини серед аматорів. Там, після трьох мінімальних поразок від «Бохольта» (1:2), «Галлешера» (1:2) та «Бранденбурга» (0:1), «Ферль» програв аматорам «Вердера» з рахунком 0:5 в останньому турі і без жодного очка посів останнє місце в північній групі.
У сезоні 1994/95 років Німецький футбольний союз створив Регіональну лігу, яка мала стати новим третім дивізіоном. Щоб кваліфікуватися до цієї ліги, команди з Оберліги Вестфалія мали фінішувати щонайменше шостими в сезоні 1993/94. Після невдалого початку сезону тренер Бернард Діц був змушений піти з посади у лютому 1994 року, і його замінив Дітер Брай. Під його керівництвом команда до останнього боролася за прохідні місця, чого в підсумку досягла, посівши п'яте місце.

### Виступи у Регіональній лізі (1994—2003)
Протягом сезону 1994/95 «Ферль» очолював турнірну таблицю Регіональної ліги Захід/Південний Захід протягом тривалого часу. Найяскравішою подією сезону стала виїзна гра проти «Рот-Вайс Ессен» перед 18 000 глядачів, в якій «Ессен» здобув перемогу з рахунком 2:0 і став осіннім чемпіоном. Втім, втримати цей результат «Ферль» не зумів і в підсумку посів друге місце, поступаючись «Армінії» (Білефельд). Ангело Вір став другим найкращим бомбардиром ліги з 20 голами цього сезону. Таким чином «Ферль» знову кваліфікувався до чемпіонату Німеччини серед аматорів. Однак, як і в 1993 році, у них не було жодних шансів. Вони програли перший матч півфіналу команді «Штутгартер Кікерс» з рахунком 1:8, а у матчі-відповіді зіграли внічию 3:3.
В кінці сезону кілька ключових гравців покинули клуб, якому довелося виплатити великі заборгованості після перевірки податковими органами. Після посереднього сезону 1995/96 років команда наступного року сильно розпочала і знову опинилась на першому місці. Втім, серія з семи ігор без перемог призвела до того, що команда опустилася на сьоме місце, де і завершила чемпіонат. Після цього було ще два невдалі сезони, коли команда посідала 10 місце.
У 1999 році команда знову дійшла до фіналу Кубка Вестфалії, де перемогла «Падерборн» з рахунком 2:1, таким чином кваліфікувавшись до Кубка Німеччини 1999/00 років. Там «Ферль» здивував у першому раунді, перемігши команду Бундесліги «Боруссію» (Менхенгладбах) з рахунком 6:5 у серії пенальті. Вирішальний пенальті у тій грі реалізував Арне Фрідріх, який проводив свій перший матч в основному складі «Ферля», а згодом став гравцем національної збірної. «Ферль» вибув у другому раунді, зазнавши поразки від «Айнтрахта» з Франкфурта з рахунком 0:4.

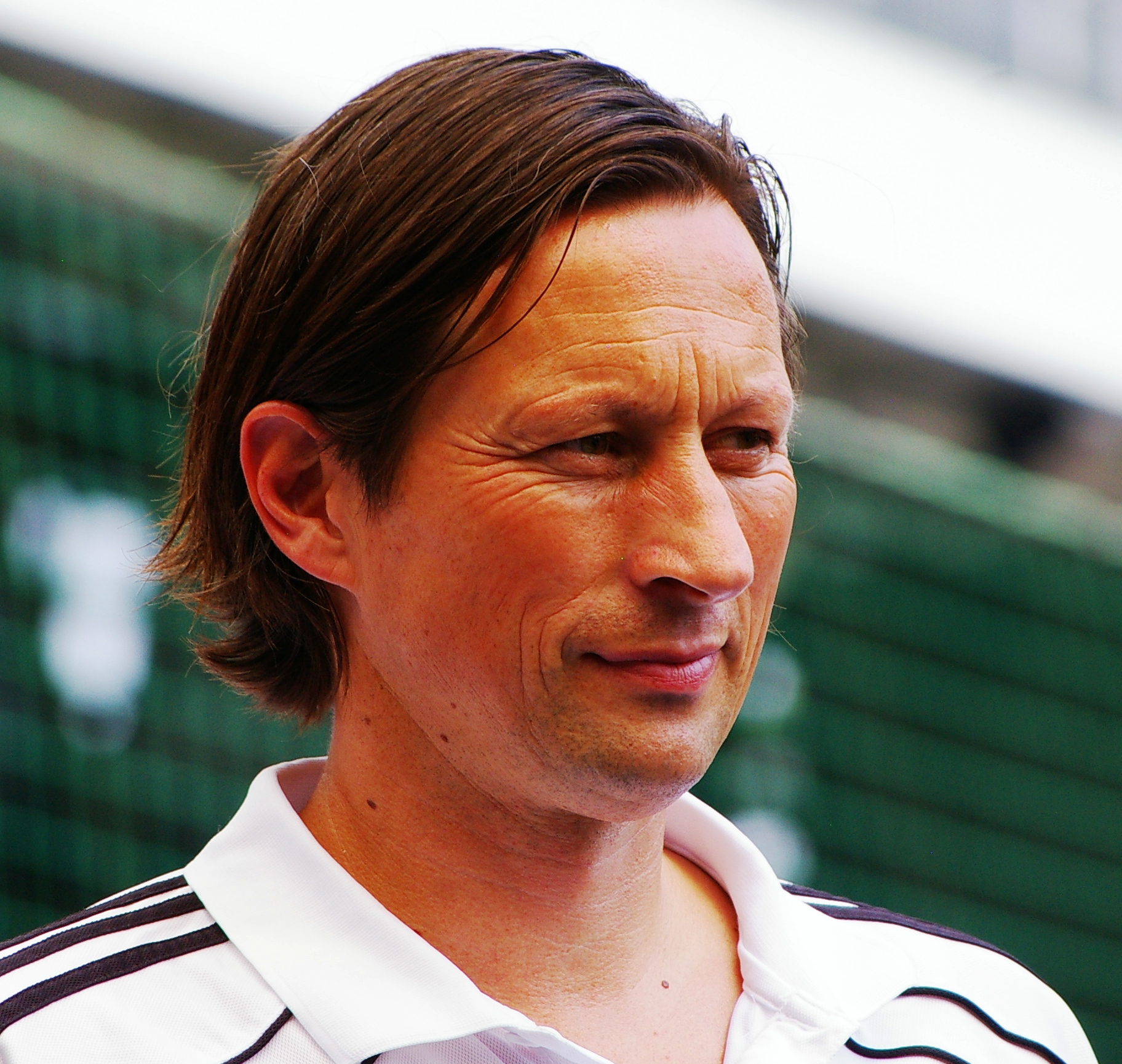
Рогер Шмідт грав за «Ферль» з 1995 по 2004 рік.

Сезон Регіональної ліги 1999/00 років пройшов під впливом кваліфікації до дворівневої Регіональної ліги. Щоб кваліфікуватися, команда мала фінішувати щонайменше одинадцятою. Протягом більшої частини сезону «Ферль», тренером якого був Ульріх Зуде, знаходився нижче одинадцятого місця. Після того як Дітер Брай повернувся на тренерський місток у березні 2000 року, він вивів «Ферль» на одинадцяте місце з чотирма перемогами поспіль наприкінці сезону. Потім команду очолив Дітер Гекінг, але був звільнений у січні 2001 року, незважаючи на спортивні успіхи. Його наступник, Йорг Вебер вивів команду на шосте місце в сезоні 2000/01.
Згодом команда опустилася до середини турнірної таблиці, а у 2003 році вилетіла до Оберліги після 17 років у третьому за вищою лігою дивізіоні. У жовтні 2002 року клуб покинув тренер Йорг Вебером і знову до команди повернувся Дітера Брай. Він, у свою чергу, був змушений піти у відставку у березні 2003 року. Манфред Нігаус, Тіно Мільде та Андреас Орткемпер виконували обов'язки тимчасових тренерів, але врятувати становище команди не змогли

### Роки в Оберлізі та повернення до Регіональної ліги (2003—2012)
Під керівництвом нового тренера Андреаса Фішера пряме повернення до Регіональної ліги було втрачено. Незважаючи на перемогу над «Ліппштадт 08» з рахунком 4:0 в останній тур, «Ферль» посів лише друге місце, поступившись «Армінії II» (Білефельд), яка також перемогла «Айнтрахт» (Райне) з рахунком 8:0 та забезпечила собі титул. Протягом сезону 2005/06 «Ферль», на чолі якого тепер був Маріо Ерміш, кілька місяців лідирував у турнірній таблиці, перш ніж серія з чотирьох безвиграшних ігор призвела до падіння команди. Зрештою, «Ферль» знову посів друге місце, поступившись «Боруссії Дортмунд II». Через рік «Ферль» вийшов у лідери на початку другої половини сезону та більше не втрачав перше місце. Наприкінці сезону «Ферль» випереджав «Шальке 04 II» на 13 очок та повернувся до Регіональної ліги.
Крім того, у фіналі Кубка Вестфалії команда перемогла команду Регіональної ліги «Рот Вайс Ален» з рахунком 4:2, вигравши таким чином трофей втретє. У першому раунді Кубка Німеччини 2007/08 «Ферль» програв клубу «Мюнхен 1860» з рахунком 0:3. У сезоні регіональної ліги 2007/08 «Ферль» зіткнувся з важким сезоном. Для того, щоб кваліфікуватися до новоствореної Третьої ліги після закінчення сезону, команді потрібно було фінішувати десятою. Слабка друга половина сезону призвела до того, що команда опустилася на передостаннє місце, залишивши «Ферль» у Регіональній лізі Північ, що тепер стала четвертим дивізіоном.
У рамках скандалу зі ставками у футбол 2009 року два матчі «Ферля» сезону 2008/09 опинились під підозрою у маніпуляціях з результатами. Повідомлялося, що два півзахисники Патрік Нойманн та Тім Гагедорн отримали щонайменше 20 000 євро, щоб навмисно програти матчі проти аматорських команд «Кельна» та «Боруссії» (Менхенгладбах). Згодом Нойманн та Гагедорн були відсторонені клубом, а їхні контракти розірвані. У спортивному плані команда, яку з 2009 року тренував Раймунд Бертельс, у наступні роки фінішувала в середині таблиці. У 2010 році команда вчетверте вийшла у фінал Кубка Вестфалії, але програла там «Пройсен Мюнстеру» з рахунком 1:4. Незважаючи на поразку, «Ферль» знову кваліфікувався до Кубка Німеччини, але програв матч першого раунду «Мюнхену 1860» з рахунком 1:2. У грудні 2013 року клуб потрапив у заголовки національних газет, запросивши колишнього гравця збірної Давіда Одонкора на посаду помічника тренера.

### Шлях до професіонального футболу (2012—2020)
У новому десятилітті команда продовжувала залишатись середняком Регіональліги Північ. Влітку 2013 року Андреас Голомбек обійняв посаду тренера «Ферля» і у 2015 році команда під його керівництвом вийшла у фінал Кубка Вестфалії після несподіваної перемоги у півфіналі над «Армінією» (Білефельд) з рахунком 2:1. Однак, трофей «Ферлю» здобути цього разу не вдалося, оскільки вони програли клубу «Шпортфройнде» (Лотте) у серії пенальті з рахунком 3:4 по пенальті на власному стадіоні.
Протягом сезону 2016/17 команда опинилася під загрозою вильоту, через що Андреаса Голомбека було звільнено у квітні 2017 року, а його місце зайняв Геріно Капретті. Під його керівництвом команді вдалося залишитися в Регіональній лізі. Цікаво, що Капретті продовжував грати за «Дельбрюк» до кінця сезону, перш ніж з сезону 2017/18 повністю зосередитися на своїй тренерській роботі у «Ферлі». У наступні роки команда поступово покращували результати.
У сезоні 2019/20 років «Ферль» створив кілька сенсацій у Кубку Німеччини. У першому раунді вони перемогли команду Бундесліги «Аугсбург» з рахунком 2:1, а у другому раунді — команду другого дивізіону «Гольштайн Кіль» з рахунком 8:7 у серії пенальті (1:1 після додаткового часу). Таким чином «Ферль» вперше в історії клубу вийшов до 1/8 фіналу національного кубка, де вони програли «Уніону» (Берлін) з рахунком 0:1 через пізній гол Роберта Андріха. У тому ж сезоні розіграш Регіональної ліги був достроково завершений приблизно після двох третин змагання через пандемію COVID-19. На той час «Ферль» посідав друге місце, поступаючись лише «Редінггаузену». Оскільки «Редінггаузену» не подав заявку на ліцензію на Третю лігу, «Ферль» взяв участь у плей-оф за підвищення. Там вони виграли з рахунком 2:2 на виїзді та 1:1 вдома проти «Локомотива» (Лейпциг) і завдяки правилу виїзного голу вперше у своїй історії вийшли до професіональної Третьої ліги. Рон Шалленберг забив вирішальний гол у матчі-відповіді.

### Третя ліга (з 2020 року)
Розпочавши сезон 2020/21 як кандидат на виліт, команда знову здивувала, постійно тримаючи місце у верхній половині таблиці та досягнувши сьомого місця наприкінці сезону, не в останню чергу завдяки перемогам над МСВ «Дуйсбургом» та «Магдебургом». У наступному сезоні 2021/22 команда, яка зазнала змін через численні відходи та приходи гравців, зіткнулася з набагато більшими труднощами та боролася за виліт. У лютому 2022 року тренер команди Капретті був змушений піти після лише однієї перемоги в попередніх 14 іграх, і його замінив Міхель Кніат, який тренував другу команду «Падерборна 07» і мав перейти у «Ферль» лише в кінці сезону. Новому тренеру вдалося виправити ситуацію і збереження прописки зрештою було забезпечене нічиєю 1:1 проти «Дуйсбурга» в останньому турі.
Перед сезоном 2022/23 у складі відбулися масштабні перестановки, через які 20 гравців пішло з клубу. Команда розпочала сезон лише з одним очком у п'яти іграх і опинилася у кінець таблиці, але згодом стала регулярно набирати очки та зрештою зберегла за собою місце у Третій лізі за п'ять турів до кінця сезону.
У сезоні 2023/24 новим тренером команди став Александер Енде, який розпочав з трьох поразок поспіль. Однак, згодом, здобувши домашню перемогу 3:1 у дербі проти «Армінії» (Білефельд) у 9-му турі, «Ферль» зумів переломити ситуацію та розпочав серію з десяти ігор без поразок, включаючи п'ять перемог поспіль, що тимчасово вивело клуб на 3-тє місце в таблиці. Олівер Батіста-Маєр, орендований у «Динамо» (Дрезден), був лідером тієї команди і відзначився дев'ятьма голами та численними результативними передачами, включаючи хет-трик лише за 14 хвилин гри у виїзному матчі, з «Рот-Вайсом» (5:0). Однак, під час зимової перерви «Динамо» достроково розірвало оренду та віддало Батісту-Маєра в оренду у «Грассгопер», а капітан команди Маел Корбоз перейшов до «Армінії» (Білефельд), що означало, що клубу довелося розпочати другу половину сезону без двох ключових гравців. Після цього результати команди погіршилися, вона програла п'ять ігор поспіль, і в підсумку посіла лише 12 місце. Наступного сезону 2024/25 команда трохи покращила результати і стала сьомою.

## Досягнення

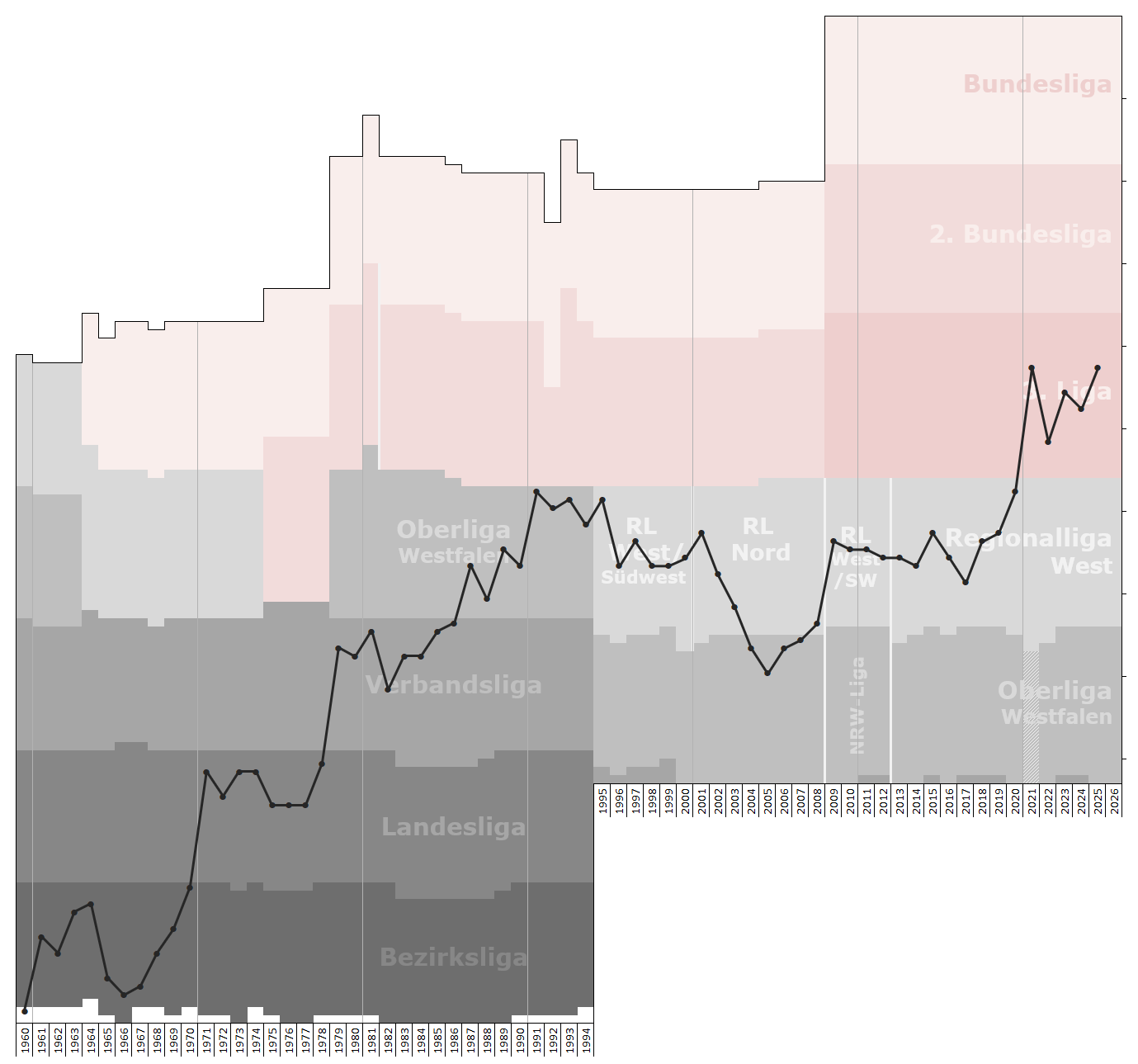
Історична діаграма виступів клубу в чемпіонатах.

- Чемпіон Оберліги Вестфалія: 1991, 2007
- Володар Кубка Вестфалії : 1992, 1999, 2007
- Фіналіст Кубка Вестфалії: 2010, 2015, 2024

## Відомі гравці

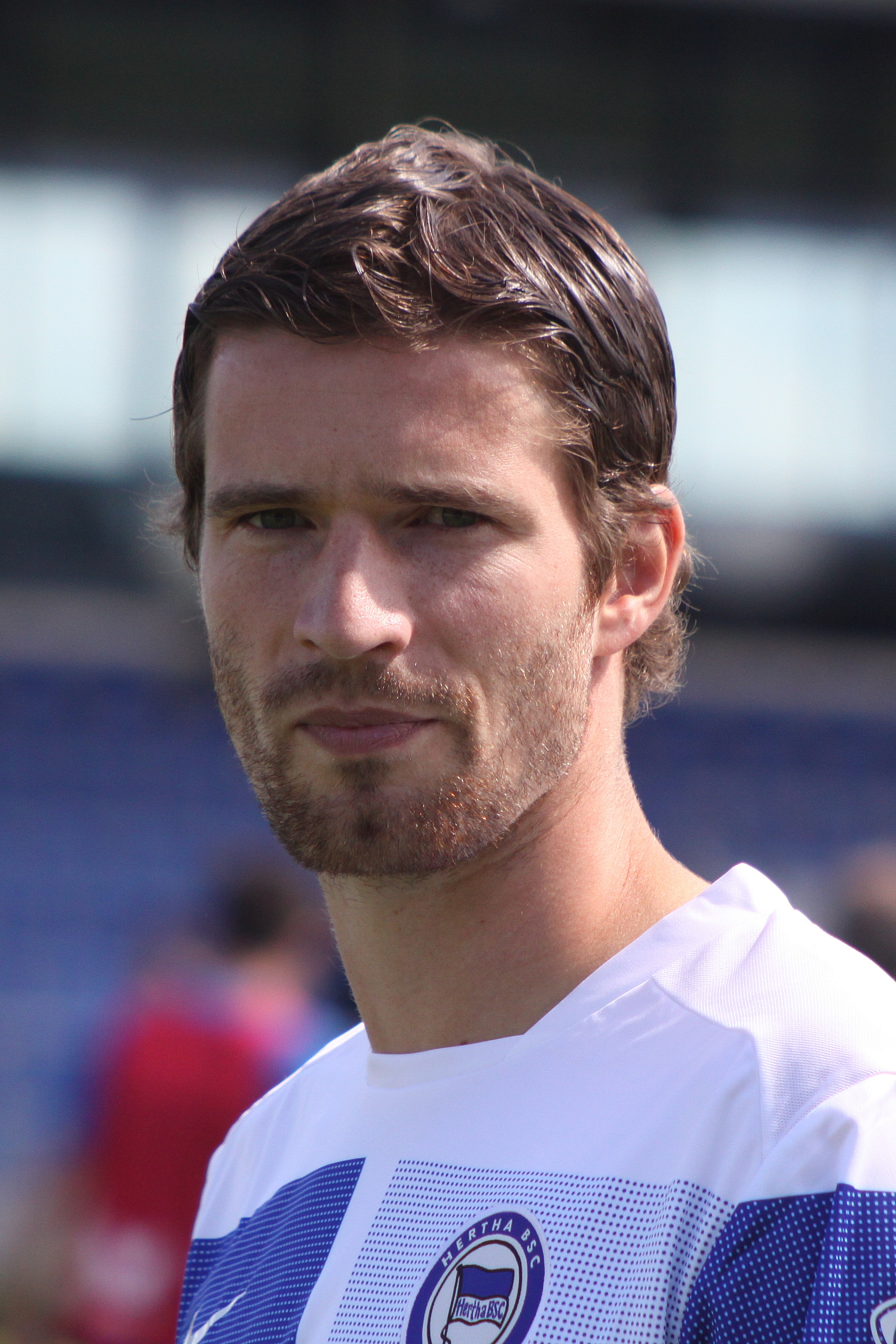
Арне Фрідріх — найвідоміший гравець в історії клубу.

Найвідомішим колишнім гравцем «Ферля» є Арне Фрідріх. Захисник прийшов до команди у 1999 році та одразу став основним гравцем. Після одного сезону він перейшов на професіональний рівень у «Армінію» (Білефельд), а в 2002 році став гравцем «Герти», де став гравцем міжнародного рівня.
У сезоні 2008/09 у складі «Ферля» був гравець збірної Мальти Етьєн Барбара, а з 2008 по 2010 рік за клуб виступав гравець збірної Туреччини U21 Іхсан Калкан. Крім того, вихованець «Ферля» Генріх Шмідтгаль чотирнадцять разів зіграв за збірну Казахстану у період з 2010 по 2015 рік, Мусеместре Бамба провів 3 матчі за збірну Демократичної Республіки Конго, а Уссені Лабо зіграв 6 матчів за збірну Того.
Серед інших, через клуб пройшли відомі у майбутньому гравці Олівер Кірх (2002—2003), Рогер Шмідт (1995—2002), Себастьян Шонлау (2014—2015), Ян Шеппнер (2012—2020), Рон Шалленберг (2019—2020) та інші

### Символічна збірна
Щоб відзначити сторіччя клубу, навесні 2024 року вболівальники «Ферля» обрали символічну збірну століття. Окрім одинадцяти гравців, було обрано сімох запасних, тренерів та помічників тренера.
| Основний склад - Робін Брюсеке - Марко Камінскі - Фабіан Гроссешаллау - Даніель Микич - Арне Фрідріх - Маттіас Гедер - Роджер Шмідт - Ян Шеппнер - Гельмут Беренбрінкер - Златко Янич - Йоахім Шульце | Тренери - Манфред Нігаус - Гверіно Капретті Запасні гравці - Андреас Орткемпер - Юуліан Шмідт - Раймунд Бертельс - Майнольф Кляйнганс - Генріх Шмідтгаль - Ульф Рашке - Стефан Рітц |

## Стадіон

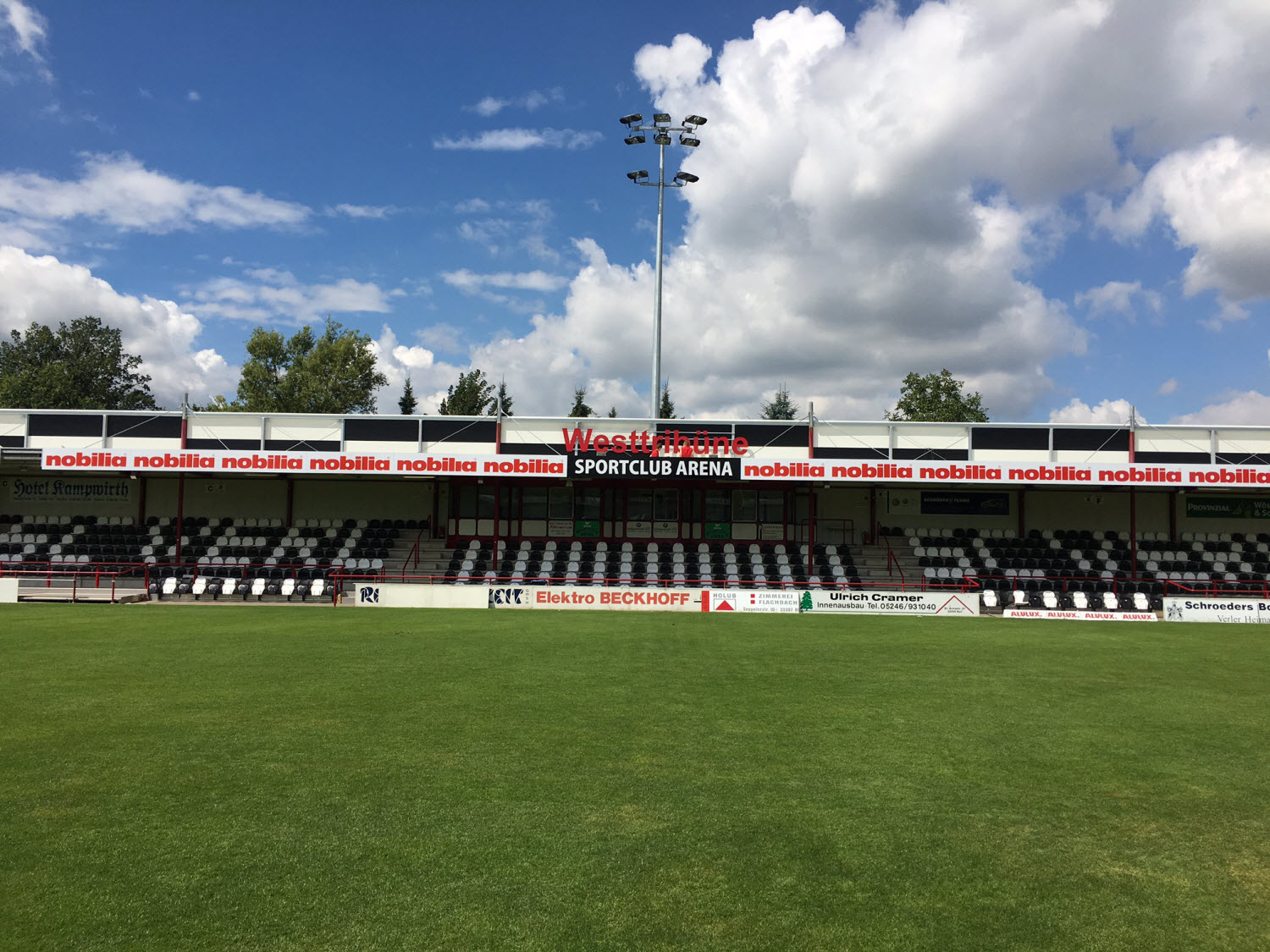
Стадіон «Шпортклуб-Арена»

У перші роки свого існування спортивним майданчиком «Ферль» був стадіон «Ауф-дер-Гайде». З 1930-х років і до кінця війни команда грала на полі на «Біркеналлеє», а з 1945 року клуб став виступати на стадіоні «ан-дер-Постштрассе».
Із створенням Регіональної ліги у 1994 році стадіон було розширено, щоб відповідати вимогам нової ліги, а у 2008 році була проведена ще одна реконструкція. У 2016 році він зазнав подальшого розширення (включаючи добудову даху) та був перейменований на «Шпортклуб-Арена».
Після виходу команди до Третьої ліги, клуб зіткнувся із труднощами, оскільки регламент вимагав місткість стадіону не менше 10 000 глядачів. Однак, через спеціальні правила, пов'язані з пандемією COVID-19, та перехідні правила для команд, які нещодавно вийшли в цей дивізіон, «Ферль» все ще мав право проводити більшість своїх домашніх ігор сезону 2020/21 на власному стадіоні; окрім п'яти домашніх ігор, якій команда провела на «Бентелер-Арені» у Падерборні, приблизно за 30 кілометрів від свого міста. У сезоні 2021/22 команда спочатку грала у Лотте, але через «неоптимальні умови» вона повернулася на «Бентелер-Арену» для останніх домашніх ігор. Там же «Ферль» провів і всі свої домашні ігри у сезоні 2022/23.
Протягом сезону 2022/23 років було зменшена допустима мінімальна місткість стадіонів третього дивізіону з 10 001 до 5 001 місця, тому клуб почав збільшення місткості своєї рідної арени. Ремонтні роботи (включаючи збільшення кількості сидінь, підігрів поля та покращення освітлення) обійшлася близько восьми мільйонів євро, але дозволило клубу з сезону 2023/24 знову гратиме на «Шпортклуб-Арені».